# Back to Life (film 1913 Pyramid)
Back to Life è un cortometraggio muto del 1913. Non si conosce il nome del regista del film.
Nello stesso anno, venne distribuito in novembre un altro Back to Life, diretto da Allan Dwan.

## Produzione
Il film fu prodotto dalla Pyramid Film Company. Venne girato negli studi del Bronx della Crystal Film Company, Wendover and Park Avenue.

## Distribuzione
Distribuito dalla Warner Features Company, il film - un cortometraggio in due bobine - uscì nelle sale USA nell'ottobre 1913.